# Første opiumskrig
 Der er for få eller ingen kildehenvisninger i denne artikel, hvilket er et problem. Du kan hjælpe ved at angive troværdige kilder til de påstande, som fremføres i artiklen.

Den Første Opiumskrig blev udkæmpet mellem Storbritannien og Qing-dynastiet i Kina fra 1839 til 1842. Denne krig er i dag stadig skyld i mange kineseres afstandtagen til det vestlige samfund og dets metoder, ideologier og tankegange.[kilde mangler]

## Baggrund
I løbet af det 19. århundrede var det særdeles lukrativt for europæere at købe varer i Kina. Men at sælge til Kina skete kun i lille grad, da den kinesiske forbruger ikke havde behov for eller interesse i udenlandske produkter. Sølv var dog en af de varer, som kineserne var interesserede i, og dette blev derfor handlet i en grad, så svindet af ædelmetaller i Europa kunne mærkes på økonomien. I søgningen efter alternative varer man kunne handle med, fandt englænderne opium, og de ville bruge stoffets narkotiske effekt til økonomisk gevinst. Mellem 1821 og 1837 steg importen af narkotiske stoffer i Kina med over 400%. Narkotikaen blev sejlet fra Indien til Kina af britiske handelsmænd.

## Opiummen påvirker Kina og konflikten optrappes
Dette fik en sundhedsskadelig effekt i Kina, og kineserne forsøgte forgæves at overbevise den engelske dronning om at stoppe englændernes narkotikasalg. Kineserne endte med at overbevise englænderne om at ødelægge alle depoter af opium, men dette resulterede i et oprør i 1837, hvor nogle engelske sømænd raserede et tempel og dræbte en mand, der forsøgte at stoppe dem. Herefter krævede englænderne, at disse sømænd skulle dømmes ved en engelsk domstol og ikke en kinesisk. Samtidig krævede kineserne, at alle samhandlende englændere skulle underskrive en aftale om ikke at smugle opium og derudover overholde alle kinesiske love. Da den engelske samhandelsansvarlige i Kina, Charles Elliot, nægtede at udlevere sømændene og stoppe narkotikahandelen, eskalerede sagen, englænderne blev beordret ud af Kina, og al samhandel skulle stoppe, og Kina forberedte sig på krig.
Da en engelsk handelsmand alligevel forsøgte at handle med Guangzhou, men dog ikke kunne få afsat sin opium, beordrede Elliot, at den engelske flåde skulle angribe ved Perlefloden. Da et andet skib forsøgte at sejle igennem blokaden, og engelske flådes skibe affyrede et advarselsskud mod dette, forsøgte kinesiske flådeskibe at beskytte det engelske handelsskib. De kinesiske skibe var dog ingen trussel for de sværtbevæbnede engelske skibe, så mange kinesiske skibe blev sænket. Sidenhen besatte englænderne de forter, der omkransede mundingen af Perlefloden og dermed indsejlingen til Hong Kong og Guangzhou. I 1842 besatte englænderne også indsejlingen til den anden vigtige kinesiske handelsflod, Yangtze, og besatte Shanghai.

## Nankingaftalen
Konflikten endte i august 1842 med underskrivelsen af Nankingaftalen. Den britiske flådes general, Sir Anthony Blaxland Stransham, blev efter konflikten tildelt riddertitler af Dronning Victoria af Storbritannien.
Nankingaftalen betød at Qing-regeringen gik med til nominelle tariffer på engelske varer og tillod extraterritorialitet til England. Hong Kong blev overdraget til englænderne, og handelshavnene i Guangzhou, Xiamen, Fuzhou, Shanghai og Ningbo blev åbnet for alle handlende. Qing-regeringen blev også pålagt at betale for erstatning af den ødelagte opium.
Letheden, hvormed de engelske styrker besejrede kineserne, svækkede Qing-dynastiets prestige i høj grad. Det var med stor sandsynlighed en medvirkende faktor til Taipingoprøret, 1850–1852. For sejrherrerne banede Opiumskrigen vejen for åbningen af det lukrative kinesiske marked.